# U-81 (1941)
El submarí alemany U-81 va ser un submarí tipus VIIC de la Kriegsmarine de l'Alemanya nazi durant la Segona Guerra Mundial, famós per enfonsar el portaavions HMS Ark Royal.

## Disseny
Els submarins alemanys de tipus VIIC van ser precedits pels submarins de tipus VIIB més curts. L'U-81 va tenir un desplaçament de 769 tones (757 tones llargues) quan estava a la superfície i de 871 tones (857 tones llargues) mentre estava submergit. Tenia una longitud total de 67,10 m (220 peus 2 polzades), una longitud del casc a pressió de 50,50 m (165 peus 8 polzades), una mànega de 6,20 m (20 peus 4 polzades), una alçada de 9,60 m (31 peus 6 polzades) i un calat de 4,74 m (15 peus 7 polzades). El submarí estava propulsat per dos motors dièsel sobrealimentats MAN M 6 V 40/46 de quatre temps i sis cilindres. produint un total de 2.800 a 3.200 cavalls de potència (2.060 a 2.350 kW; 2.760 a 3.160 shp) per al seu ús a la superfície, dos motors elèctrics de doble efecte Brown, Boveri & Cie GG UB 720/8 que produeixen un total de 750 cavalls de potència (550 cavalls mètrics). kW; 740 shp) per utilitzar-lo submergit. Tenia dos eixos i dues hèlixs d'1,23 m (4 peus). El vaixell era capaç d'operar a profunditats de fins a 230 metres (750 peus).
El submarí tenia una velocitat màxima en superfície de 17,7 nusos (32,8 km/h; 20,4 mph) i una velocitat màxima submergida de 7,6 nusos (14,1 km/h; 8,7 mph). Quan està submergit, el vaixell podia operar durant 80 milles nàutiques (150 km; 92 milles) a 4 nusos (7,4 km/h; 4,6 mph); quan sortia a la superfície, podia viatjar 8.500 milles nàutiques (15.700 km; 9.800 milles) a 10 nusos (19 km/h; 12 mph). L'U-81 estava equipat amb cinc tubs de torpedes de 53,3 cm (21 polzades) (quatre muntats a la proa i un a la popa), catorze torpedes, un canó naval SK C/35 de 8,8cm (3,46 polzades), 220 projectils i un canó antiaeri C/30 de 2 cm (0,79 polzades). El vaixell tenia una tripulació d'entre quaranta-quatre i seixanta oficials i mariners.

## Construcció i posada en marxa
Va ser ordenat el 25 de gener de 1939 i se li col·locà la quilla l'11 de maig de 1940 a Bremer Vulkan, Bremen-Vegesack, donant-se-li el número 9. Va ser avarat el 22 de febrer de 1941 i assignat sota el seu primer comandant, Oberleutnant zur See (Oblt.zS) Friedrich Friedrich Guggenberger, el 26 d'abril d'aquell any. Guggenberger el va comandar amb la posada a punt amb la 1a Flotilla d'U-boat entre el 26 d'abril i el 31 de juliol de 1941. Aleshores es va convertir en una embarcació davantera (operativa) de la 1a Flotilla de submarins, i va començar a fer diverses patrulles d'entrenament.

## Historial de serveis

### Primeres patrulles
Els seus primers èxits van arribar a la seva segona patrulla, que la va portar de Trondheim al mar del Nord i a l'Atlàntic Nord, abans d'entrar al port francès de Brest. Durant la patrulla va atacar el Convoy SC 42. Va enfonsar el vaixell de càrrega Empire Springbuck el 9 de setembre, seguit pel vaixell de motor Sally Maersk el 10 de setembre, per un total combinat de 8.843 GRT.
L'U-81 va ser un dels submarins destinats a la Mediterrània. El seu primer intent d'entrar al 'llac italià' gairebé va acabar en un desastre, quan el 30 d'octubre va ser atacat i greument danyada per un Catalina britànic del 209è Esquadró de la RAF mentre intentava creuar l'estret de Gibraltar. Al Catalina es va unir un Lockheed Hudson, que va llançar càrregues de profunditat sobre l'U-81 causant-li danys greus i obligant-la a tornar a Brest. Allà va ser reparat per tornar al Mediterrani.

### Enfonsament de l'Ark Royal
El 4 de novembre l'U-81 va sortir de Brest amb destinació a La Spezia a Itàlia. El 13 de novembre davant de Gibraltar, es va trobar amb els vaixells entrants de la Força H. Va disparar un sol torpede contra el portaavions HMS Ark Royal, i després va evitar els atacs de càrrega de profunditat dels escortes. Malgrat els esforços per salvar-la, l'Ark Royal va haver de ser abandonat 12 hores després de l'atac i va bolcar dues hores després i es va enfonsar. Només un home va morir a causa de l'explosió del torpede. L'U-81 va arribar a La Spezia l'1 de desembre, on es va unir a la 29a Flotilla de submarins.

### Patrulles al Mediterrani

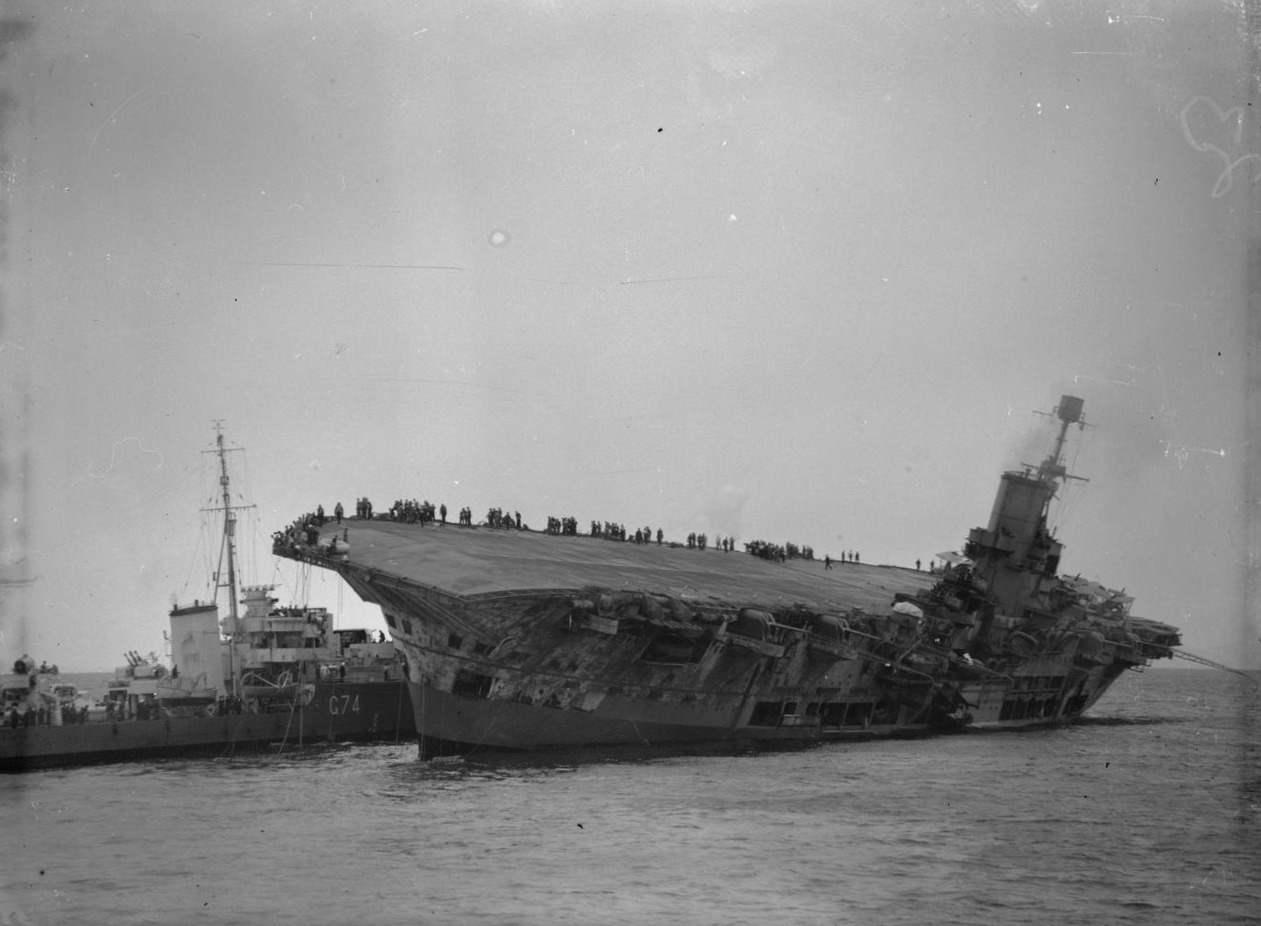
El es mou a costat del danyat per rescatar els supervivents

La seva següent patrulla va ser tranquil·la i va provocar que no s'ataqués cap vaixell. Va tornar a navegar el 4 d'abril de 1942 i es va dirigir cap a la Mediterrània oriental. El 16 d'abril va enfonsar els velers egipcis Bab el Farag i Fatouh el Kher, així com el britànic Caspia i el vaixell d'arrossegament antisubmarí francès lliure Vikings. L'U-81 va enfonsar dos velers egipcis més, el Hefz el Rahman el 19 d'abril i el El Saadiah el 22 d'abril. El submarí va entrar a port a Salamina a Grècia el 25 d'abril, després d'haver passat 22 dies al mar i enfonsar 7.582 TRB d'enviament. Una altra patrulla des de Salamina va ser sense incidents i va tornar a La Spezia amb una altra patrulla, que va veure l'enfonsament del Havre britànic el 10 de juny. La següent patrulla de l'U-81 va ser a la Mediterrània occidental. Va enfonsar el Garlinge britànic el 10 de novembre i va passar a interceptar un dels combois de l'operació Torxa (la invasió del nord d'Àfrica francès), enfonsant el Maron el 13 de novembre.
La següent patrulla de l'U-81 va ser sense incidents i la va veure traslladar breument les operacions a Pol. El 25 de desembre l'Oblt.zS Johann-Otto Krieg i va prendre el comandament de l'U-81 de Guggenberger. Va sortir de Pola el 30 de gener de 1943 en la seva següent patrulla. El 10 de febrer va danyar el Saroena holandès i l'11 de febrer va enfonsar quatre vaixells de vela, l'egipci Al Kasbanah i el Sabah el Kheir, el Husni libanès i el Dofí palestí. L'U-81 posat a Salamina el 19 de febrer després de 21 dies al mar, 388 TRB de vaixells enfonsats i 6.671 GRT danyats. La seva següent patrulla va enfonsar tres velers egipcis més, el Bourghieh, el Mawahab Allah i el Rousdi. La seva següent patrulla va donar resultats més substancials, enfonsant el vaixell de tropes britànics SS Yoma el 17 de juny amb la mort de 484 persones, seguit pel veler egipci Nisr el 25 de juny i els velers sirians Nelly i Toufic Allah el 26 de juny. El 27 de juny va enfonsar el Michalios grec, però es va enfrontar amb canons basats en terra davant de Latàkia. La seva següent patrulla només va veure colpejar l'Empire Moon el 22 de juliol, però va ser declarada una pèrdua total i va passar la resta de la guerra en reparació. Les tres patrulles següents de l'U-boot van ser tranquil·les, però el 18 de novembre va enfonsar el vaixell de càrrega SS Empire Dunstan.

### Enfonsament
Els bombarders nord-americans van atacar l'U-81 mentre el submarí es trobava al port de Pola, a les 11.30 hores del 9 de gener de 1944. Es va enfonsar amb dos membres de la seva tripulació morts i 51 supervivents. El naufragi es va aixecar el 22 d'abril de 1944 i va ser desballestat. Havia realitzat 17 patrulles, enfonsant 26 vaixells amb un total de 42.934 GRT i 22.600 tones, danyant un altre amb un total de 6.671 GRT i causant una pèrdua total de 7.472 GRT.

## Comandants
- Kapitänleutnant Friedrich Guggenberger (26 d'abril de 1941 - 24 de desembre de 1942)
- Oberleutnant zur See Johann-Otto Krieg (25 de desembre 1942 - 9 de gener de 1944)

## Resum de l'historial d'atacs
| Data                   | Vaixell            | Nationalitat            | Tonatge | Destí            |
| ---------------------- | ------------------ | ----------------------- | ------- | ---------------- |
| 9 de setembre de 1941  | Empire Springbuck  | Regne Unit              | 5,591   | Enfonsat         |
| 10 de setembre de 1941 | Sally Mærsk        | Regne Unit              | 3,252   | Enfonsat         |
| 13 de novembre de 1941 | HMS Ark Royal      | Royal Navy              | 22,600  | Enfonsat         |
| 16 d'abril de 1942     | Bab el Farag       | Egipte                  | 105     | Enfonsat         |
| 16 d'abril de 1942     | Caspia             | Regne Unit              | 6,018   | Enfonsat         |
| 16 d'abril de 1942     | Fatouhel el Rahman | Egipte                  | 97      | Enfonsat         |
| 16 d'abril de 1942     | FFL Vikings        | Marina de França Lliure | 1,150   | Enfonsat         |
| 19 d'abril de 1942     | Hefz el Rahman     | Egipte                  | 90      | Enfonsat         |
| 22 d'abril de 1942     | El Saadiah         | Egipte                  | 122     | Enfonsat         |
| 22 d'abril de 1942     | Aziza              | Egipte                  | 100     | Enfonsat         |
| 22 d'abril de 1942     | Havre              | Regne Unit              | 2,073   | Enfonsat         |
| 10 de novembre de 1942 | Garlinge           | Regne Unit              | 2,012   | Enfonsat         |
| 13 de novembre de 1942 | Maron              | Regne Unit              | 6,487   | Enfonsat         |
| 10 de febrer de 1943   | Saroena            | Regne Unit              | 6,671   | Danyat           |
| 11 de febrer de 1943   | Al Kasbanah        | Egipte                  | 110     | Enfonsat         |
| 11 de febrer de 1943   | Dolphin            | Palestina britànica     | 135     | Enfonsat         |
| 11 de febrer de 1943   | Husni              | Líban                   | 107     | Enfonsat         |
| 11 de febrer de 1943   | Sabah al Kheir     | Egipte                  | 36      | Enfonsat         |
| 20 de març de 1943     | Bourgheih          | Egipte                  | 244     | Enfonsat         |
| 20 de març de 1943     | Mawahab Allah      | Síria                   | 77      | Enfonsat         |
| 28 de març de 1943     | Rouisdi            | Egipte                  | 133     | Enfonsat         |
| 17 de juny de 1943     | SS Yoma            | Regne Unit              | 8,131   | Enfonsat         |
| 25 de juny de 1943     | Nisr               | Egipte                  | 80      | Enfonsat         |
| 26 de juny de 1943     | Nelly              | Síria                   | 80      | Enfonsat         |
| 26 de juny de 1943     | Toufic Allah       | Síria                   | 75      | Enfonsat         |
| 27 de juny de 1943     | Michalios          | Grècia                  | 3,742   | Enfonsat         |
| 22 de juliol de 1943   | Empire Moon        | Regne Unit              | 7,472   | Perdut totalment |
| 18 de novembre de 1943 | SS Empire Dunstan  | Regne Unit              | 2,887   | Enfonsat         |